# Скрижањ Мали
Скрижањ Мали је ненасељено острвце у хрватском дијелу Јадранског мора. Налази се у Корнатском архипелагу око 10 m западно од Скрижња Великог и око 1 km сјеверно од Курбе Веле. Дио је Националног парка Корнати. Његова површина износи 0,014 km², док дужина обалске линије износи 0,46 km. Највиши врх је висок 10 m. Грађен је од кречњака и доломита кредне старости. Административно припада општини Муртер-Корнати у Шибенско-книнској жупанији.